# Saint-Cyr-du-Doret
Saint-Cyr-du-Doret település Franciaországban, Charente-Maritime megyében. Lakosainak száma 683 fő (2022. január 1.). Saint-Cyr-du-Doret Courçon, Ferrières, La Ronde, Saint-Jean-de-Liversay és Taugon községekkel határos.

## Népesség
A település népessége az elmúlt években az alábbi módon változott:
| Lakosok száma | 377  | 283  | 340  | 526  | 597  | 617  | 656  | 678  | 687  | 683  |
|               | 1968 | 1982 | 1990 | 2006 | 2013 | 2015 | 2017 | 2019 | 2020 | 2022 |